# Eupithecia karapinensis
Eupithecia karapinensis är en fjärilsart som beskrevs av Alfred Ernest Wileman och South 1917. Eupithecia karapinensis ingår i släktet Eupithecia och familjen mätare. Inga underarter finns listade i Catalogue of Life.